# 보정 (북주)
보정(保定, 561년 ~ 566년 1월)은 북주(北周) 무제(武帝) 우문옹(宇文邕)의 첫번째 연호이다. 5년 동안 사용하였다.

## 개원
- 무성(武成) 3년 1월 1일[1](561년 2월 1일)에 연호를 보정(保定)으로 개원함.[2][3][4][5]

- 보정(保定) 6년 1월 6일[6](566년 2월 10일)에 연호를 천화(天和)로 개원함.[2][3][7][5]

## 연대 대조표
| 보정        | 원년                           | 2년                 | 3년        | 4년        | 5년                 | 6년                 |
| 서기        | 561년                          | 562년               | 563년      | 564년      | 565년               | 566년               |
| 간지        | 신사(辛巳)                     | 임오(壬午)          | 계미(癸未) | 갑신(甲申) | 을유(乙酉)          | 병술(丙戌)          |
| 북제 (北齊) | 황건(皇建) 2년 태녕(太寧) 원년 | 2년 하청(河淸) 원년 | 2년        | 3년        | 4년 천통(天統) 원년 | 2년                 |
| 남진 (南陳) | 천가(天嘉) 2년                 | 3년                 | 4년        | 5년        | 6년                 | 7년 천강(天康) 원년 |
| 후량 (後梁) | 대정(大定) 7년                 | 8년 천보(天保) 원년 | 2년        | 3년        | 4년                 | 5년                 |

## 동시대 연호

### 한국
신라(新羅)
- 개국(開國) (551년 ~ 568년)

### 중국
남진(南陳)
- 천가(天嘉) (560년 ~ 566년)

북제(北齊)
- 황건(皇建) (560년 ~ 561년)
- 태녕(太寧) (561년 ~ 562년)
- 하청(河淸) (562년 ~ 565년)
- 천통(天統) (565년 ~ 569년)

후량(後梁)
- 대정(大定) (555년 ~ 562년)
- 천보(天保) (562년 ~ 585년)

고창국(高昌國)
- 연창(延昌) (561년 ~ 601년)

## 같이 보기
- 중국의 연호 목록